# Franz Paul von Herbert (politik)
Franz Paul von Herbert (16. srpna 1819 Klagenfurt am Wörthersee – 3. srpna 1884 Feldbach) byl rakouský podnikatel a politik z Korutan, v 2. polovině 19. století poslanec Říšské rady.

## Biografie
Patřil mezi nejvýznamnější podnikatele v Korutanech. Otec mu zemřel brzy, rodinnou firmu poté spravoval strýc, zatímco Franz Paul se připravoval na převzetí podniku. Studoval fyziku, matematiku a chemii na Vídeňské univerzitě a Berlínské univerzitě. Poté, co získal vzdělání, podnikl četné zahraniční cesty. Následně skutečně převzal rodinné továrny na výrobu olověné běloby v Klagenfurtu, v Lavanttalu a jihotyrolském Lavisu, které zaměstnávaly až 350 lidí. V roce 1859 mu byl udělen Řád železné koruny. Jeho firma získala četná vyznamenání a účastnila se světových i rakouských výstav. 29. dubna 1860 byl povolán coby zástupce Korutan do Rozmnožené Říšské rady (poradní orgán panovníka v době přechodu k ústavní formě vlády).
Byl i politicky aktivní. V roce 1861 a znovu roku 1867 byl zvolen na Korutanský zemský sněm v obvodu Wolfsberg. Mandát obhájil v roce 1867. Zemský sněm ho 23. února 1867 zvolil i do Říšské rady (tehdy ještě volené nepřímo). Rezignace byla oznámena dopisem 24. ledna 1868.
Zastával funkci ředitele korutanského průmyslového a živnostenského spolku.